# Llengües tucanes centrals
Les llengües tucanas centrals constitueixen una branca proposada de les llengües tucanes parlades en el nord-oest de l'Amazònia, a Colòmbia prop de la frontera amb el Brasil.

## Classificació
No existeix consens sobre si existeix una branca central del tucano paral·lela a les branques oriental i occidental que semblen ben establertes. Per a alguns autors el cubeo i el tanimuca formen la branca central. No obstant això, per als autors de la classificació de Ethnologue el cubeo és una llengua no assignable ni a la branques oriental ni a la branca oriental, per la qual cosa considera que per si mateix constitueix la branca central (mentre que el tanimuca es classifica com una llengua de la branca oriental). Finalment la comparació lèxica de l'ASJP revela que el tanimuca és més pròxim lèxicament a les llengües orientals, mentre que el cubeo és més pròxim a les llengües occidentals (encara que és la llengua geogràficament més distant d'elles), això suggereix que probablement el cubeo pot considerar-se una branca independent o tal vegada part de les llengües occidentals malgrat la seva posició geogràfica.